# Keith and Donna Band
Keith and Donna Band war eine US-amerikanische Band, die von den Grateful-Dead-Mitgliedern Keith und Donna Godchaux gegründet wurde.
Als die Deads Mitte der Siebziger eine Pause einlegten, beschäftigten sich die Musiker mit einzelnen Projekten. Das Projekt des Ehepaars Godchaux war die Keith and Donna Band.
Unter diesem Namen absolvierten die beiden unter Mitwirkung diverser Gastmusiker von August bis Dezember 1975 etliche Auftritte. Die bekanntesten Clubs in San Francisco waren dabei Great American Music Hall, The Orphanage und das Musiktheater Winterland Arena.
Dadurch bedingt, dass Donna Godchaux nur für den Gesang zuständig war und ihr Mann zusätzlich noch für das Keyboard, waren sie bei den Liveauftritten auf andere Musiker angewiesen. Bei einigen der Auftritten waren auch die Deadmusiker Jerry García und Bill Kreutzmann dabei. Zu den weiteren Gastmusikern zählten Merl Saunders, Bernard Purdie sowie Matt Kelly. Zusätzlich trat auch der Bruder von Keith Brian Godchaux auf.
Im selben Jahr veröffentlichte die Band ihr erstes Album. Obgleich mit großen Erwartungen gestartet, verkaufte sich das Album Keith & Donna nur schlecht, so dass es nur als LP erschien und nicht als CD wiederveröffentlicht wurde. Das Abbild des gemeinsamen Sohns Zion Rock Godchaux wurde als Cover des Albums verwendet. Jerry García zeichnete die weiteren Bilder dazu.
Nach einigen Beiträgen bei anderen Alben widmete sich das Ehepaar wieder der Hauptaufgabe bei Grateful Dead und löste die eigene Band auf.

## Diskografie
- Keith & Donna (1975, Round Records)
- Sampler For Deadheads (1975, Round Records)
- For Dead Heads (1976, Round Records / United Artists)